# Rumina saharica
Rumina saharica is een slakkensoort uit de familie van de Achatinidae. De wetenschappelijke naam van de soort is voor het eerst geldig gepubliceerd in 1901 door Pallary.